# Уилям Бриджмън
Уилям „Бил“ Бартън Бриджмън (на английски: William „Bill“ Barton Bridgeman) е американски тест пилот, включен в първата селекция за кандидат – астронавти.

## Биография
Уилям Бриджмън е роден през 1916 г. в Айова. През 1934 г. завършва колеж в Малибу, Калифорния. След това постъпва на активна военна служба в USN и завършва школа за морски летци в Пенсакола, Флорида.
Пилот
По време на Втората световна война е пилот на хидроплан в USN. Служи в Пърл Харбър, Хаваи по време на японското нападение на 7 декември 1941 г. След войната започва работа като пилот в Тихоокеанските авиолинии (на английски: Pacific Airlines), а през 1949 г. става тест пилот в Дъглас Еъркрафт.
Астронавт
Като старши тест пилот на Дъглас Еъркрафт, Уилям Бриджмън е включен в селекцията за астронавти на USAF, т. нар. „1958 USAF Man In Space Soonest group“. Не взема участие в експерименталната програма X-15, поради оттеглянето на Дъглас Еъркрафт от разработката на ракетоплана. В кариерата си има много национални и световни рекорди по достигната височина и максимална скорост на полета. Загива с хидроплан при неизяснени обстоятелства близо до остров Санта Каталина, Калифорния на 29 септември 1968 г.